# Concejo Municipal de Guayaquil
El Concejo Municipal de Guayaquil es el depositario del poder legislativo del cantón Guayaquil. Es un órgano unicameral, compuesto por los ediles elegidos mediante sufragio.
Este organismo se compone de 15 concejales que representan las distintas áreas de la ciudad de Guayaquil y sus correspondientes zonas rurales, según lo establecido en la Ley de Régimen Municipal. Cada concejal tiene un suplente que ejercerá funciones temporalmente en ausencia o cese de funciones del edil principal.
Al tomar posesión de sus cargos, inmediatamente se levanta una sesión del Concejo para elegir de entre sus integrantes al designado como vicealcalde de la ciudad, así también se organizan las diferentes comisiones municipales.
De acuerdo a lo establecido por el Código Orgánico de Organización Territorial, Autonomía y Descentralización (COOTAD), los ediles deberán reunirse, en Sesión Ordinaria, una día específico por semana (establecido durante la primera sesión de los mismos), definiéndose, para este Cabildo, los días jueves.
El Concejo podrá también realizar Sesiones extraordinarias, sin fecha fija, en caso de que algún tema lo amerite.

## Conformación del concejo
El M.I. Concejo Municipal de Guayaquil está conformado por 15 concejales, distribuidos de acuerdo a las circunscripciones electorales establecidas por el Concejo Nacional Electoral (CNE). Las Circunscripciones Urbanas 1 y 2 cuentan con cinco concejales cada una; a la Circunscripción Urbana 3 la representan cuatro ediles, mientras que por la Circunscripción Rural se elige 1 representante.
Durante el actual período administrativo, el Concejo Municipal de Guayaquil se encuentra constituido por el Sr. Aquiles Alvarez Henriques, Alcalde de Guayaquil, ocho concejales del Movimiento Revolución Ciudadana (mayoría), seis del Partido Social Cristiano y una edil del Partido Sociedad Unida Más Acción (SUMA).
En la Sesión Ordinaria del jueves 15 de junio de 2023 se conoció la renuncia irrevocable de Jorge Acaiturri a su curul, debido a su postulación para las próximas elecciones para la Asamblea Nacional del Ecuador, sustituyéndolo su entonces alterna, Ana Choez Vergara.
Así también, en la Sesión Extraordinaria del jueves 31 de agosto de 2023 se trató la renuncia de Egis Caicedo a su dignidad, ocupando su silla Ana Fuentes Condoy, su edil alterna.
El jueves 11 de enero de 2024, Jorge Rodríguez también presentó su dimisión al cargo público, siendo aprobado como el sexto y último punto de aquella Sesión Extraordinaria de Concejo. En virtud de su ausencia, toma su lugar la concejal Nelly Pullas, también del Partido Social Cristiano.
En septiembre de 2024, durante una sesión de cabildo, cuatro concejales (tres titulares y una suplente) presentaron las renuncias a sus cargos de elección popular, con el fin de terciar en las elecciones nacionales de 2025. Ellos son Raúl Chávez, Úrsula Strenge, Mayra Montaño y Peggy Aguayo, suplente, en ese entonces, de Chávez. Estos espacios fueron ocupados, a su vez, por Tatiana Coronel, Cinthia García y Eduardo Bautista, respectivamente. 
Luego de las sucesiones realizadas, el Concejo quedó estructurado de la siguiente manera:
| Dignidad                      | Dignidad                      | Nombre del titular (2019 - 2023) | Nombre del titular (2019 - 2023) | Nombre del titular (2023 - 2027)                 | Nombre del titular (2023 - 2027)                 |
| ----------------------------- | ----------------------------- | -------------------------------- | -------------------------------- | ------------------------------------------------ | ------------------------------------------------ |
| Alcalde/Alcaldesa             | Alcalde/Alcaldesa             | Cynthia Viteri                   | Cynthia Viteri                   | Aquiles Alvarez                                  | Aquiles Alvarez                                  |
| Vicealcaldesa/Vicealcalde     | Vicealcaldesa/Vicealcalde     | Josué Sánchez                    | Josué Sánchez                    | Blanca López 2023-2025 Tatiana Coronel 2025-2027 | Blanca López 2023-2025 Tatiana Coronel 2025-2027 |
| Secretario/Secretaria General | Secretario/Secretaria General | Martha Herrera Granda            | Martha Herrera Granda            | Felipe Cabezas-Klaere                            | Felipe Cabezas-Klaere                            |
| Concejales Urbanos            | Circunscripción 1             |                                  | Mayra Montaño                    |                                                  | Blanca López                                     |
| Concejales Urbanos            | Circunscripción 1             |                                  | Laura Arteaga                    |                                                  | Arturo Escala                                    |
| Concejales Urbanos            | Circunscripción 1             |                                  | Alfredo Montoya                  |                                                  | Shirley Aldás                                    |
| Concejales Urbanos            | Circunscripción 1             |                                  | Lídice Aldás                     |                                                  | Ana Choez                                        |
| Concejales Urbanos            | Circunscripción 1             |                                  | Elena Toledo                     |                                                  | Eduardo Bautista                                 |
| Concejales Urbanos            | Circunscripción 2             |                                  | Josué Sánchez                    |                                                  | Emily Vera                                       |
| Concejales Urbanos            | Circunscripción 2             |                                  | Luzmila Nicolalde                |                                                  | Terry Álvarez                                    |
| Concejales Urbanos            | Circunscripción 2             |                                  | Egis Caicedo                     |                                                  | July Álvarez                                     |
| Concejales Urbanos            | Circunscripción 2             |                                  | Consuelo Flores                  |                                                  | Cinthia García                                   |
| Concejales Urbanos            | Circunscripción 2             |                                  | Terry Álvarez                    |                                                  | Ana Fuentes                                      |
| Concejales Urbanos            | Circunscripción 3             |                                  | Jorge Rodríguez                  |                                                  | Tatiana Coronel                                  |
| Concejales Urbanos            | Circunscripción 3             |                                  | Úrsula Strenge                   |                                                  | Nelly Pullas                                     |
| Concejales Urbanos            | Circunscripción 3             |                                  | Bertha Célleri                   |                                                  | Soledad Diab                                     |
| Concejales Urbanos            | Circunscripción 3             |                                  | Nelly Pullas                     |                                                  | Juana Montero                                    |
| Concejal Rural                | Concejal Rural                |                                  | Luis Murillo                     |                                                  | Manuel Romero                                    |